# Prangos bucharica
Prangos bucharica là một loài thực vật có hoa trong họ Hoa tán. Loài này được B. Fedtsch. miêu tả khoa học đầu tiên.